# Grön el
Grön el är el som är producerad av förnybara energikällor, då oftast vattenkraft, vindkraft och biobränsle, vilka alla utgår från solenergi. Solens energikälla är i sin tur dess förråd av väte i en form av kärnkraft, fusionsenergi, vilken inte brukar räknas till kategorin Grön el.
Den kund som köper tjänsten Grön el kan inte räkna med att just dennas förbrukade el är producerad av förnybara energikällor. Var en specifik kunds el kommer ifrån är i fysikalisk mening inte meningsfullt att prata om, eftersom elnätet är ett stort sammankopplat system som tillsammans arbetar för att upprätthålla både frekvens och spänning i hela nätet. Vilka enheter som reglerar upp eller ned med avseende på efterfrågan avgörs av marginaleffekter utifrån handel med reglerkraft. Vad grön el på så vis handlar om är att elleverantören garanterar att den mängd Grön el, som dess kunder förbrukar på årsbasis, produceras av en elproducent. Detta sker genom att elleverantören köper ursprungsgarantier.
För att Grön el-tjänsterna skall utgöra en miljömässig vinst, krävs att efterfrågan på Grön el överskrider dagens utbud med följden att elbolagen investerar i utbyggnad av Grön el, eller att det högre priset på Grön el resulterar i mer forskning och utveckling av förnybara energikällor.
Av de 16 nationella miljömålen är det fyra punkter som berörs positivt vid produktion av Grön el. 
| 1. Begränsad miljöpåverkan  | – minskade utsläpp av växthusgaser från förbränning av fossila bränslen.                     |
| 2. Frisk luft               | – minskade luftföroreningar från förbränning av fossila bränslen och biobränslen.            |
| 3. Bara naturlig försurning | – minskade luftföroreningar från förbränning av fossila bränslen, produktion av biobränslen. |
| 15. God bebyggd miljö       | – minskad användning av ändliga resurser (fossila bränslen samt uran).                       |